# Trogoxylon giacobbii
Trogoxylon giacobbii är en skalbaggsart som beskrevs av Santoro 1957. Trogoxylon giacobbii ingår i släktet Trogoxylon och familjen kapuschongbaggar. Inga underarter finns listade i Catalogue of Life.